# Philipp Funk
Philipp Funk (ur. 26 czerwca 1884 w Wasseralfingen koło Aalen; zm. 14 stycznia 1937 we Fryburgu Bryzgowijskim) – niemiecki historyk i publicysta, wykładowca w Państwowej Akademii w Braniewie, na Uniwersytecie w Monachium i na Uniwersytecie we Fryburgu Bryzgowijskim, profesor literatury i historii powszechnej.

## Życiorys
Philipp Funk urodził się jako syn odlewnika żelaza Georga Funka i Philippine Funk, z domu Hauser. Już w wieku 17 lat był zafascynowany badaniami gеnealogicznymi – badał rodowody rodzin rzemieślniczych do początku XVII wieku. Od 1896 uczęszczał do szkoły świeckiej w Rottenburgu am Neckar, a od 1899 do gimnazjum w Ehingen, gdzie w 1903 roku zdał maturę. W tym samym roku wstąpił do konwiktu teologicznego i rozpoczął studia filozofii, historii, historii sztuki i teologii katolickiej na Uniwersytecie w Tybindze. Tam jego nauczycielem był m.in. Georg von Belov. Philipp Funk założył wraz ze Eugenem Mackem, Josephem Eberle, Alfonsem Heilmannem oraz Hermannem Hefele stowarzyszenie teologiczne Graal (1905). Był również członkiem stowarzyszenia teologicznego Guelfia. W 1907 roku złożył egzamin państwowy z teologii i 8 października wstąpił do seminarium duchownego w Rottenburgu. Już jako student pracował w czasopiśmie Reformkatholizismus Renaissance. W artykule z kwietnia 1906 (tom 7, 1906, s. 202-211) krytykował metody naukowe tybińskiego egzegety Johannesa von Belsera (1850-1916). W innym opracowaniu podawał w wątpliwość historyczność Ewangelii św. Jana, a także użył pojęcia "legendy" w odniesieniu do tekstów w Piśmie Świętym (tom 7, 1906, s. 645-654, 710-717). W rezultacie na rok przed ukończeniem seminarium jego święcenia zostały wstrzymane, w końcu 1907 wystąpił z seminarium.
Kontynuował studia z zakresu historii w Tybindze i Monachium, i w lipcu 1908 roku uzyskał stopień doktora w Tybindze na podstawie rozprawy z zakresu nauk filozoficznych na temat Jacques’a de Vitry. 26 listopada 1908 roku ponownie wstąpił do seminarium w Rottenburgu. Już po miesiącu jednak opuścił je definitywnie, po tym jak nie chciał uznać encykliki papieskiej Pascendi. Następnie zajął się twórczością pisarską. Od marca 1909 pracował nad historycznym Atlasem Bawarii jako pracownik naukowy komisji historycznej przy Bawarskiej Akademii Nauk. Od 1 października 1909 do 30 września 1910 był bibliotekarzem pomocniczym w bibliotece miejskiej w Szczecinie u Erwina Ackerknechta. Już na początku 1910 roku pracował jako wydawca i redaktor modernistycznego tygodnika Das Neue Jahrhundert, który następnie w latach 1915 i 1916 ukazywał się pod tytułem pod tytułem Freie-Deutsche Blätter. W sierpniu 1910 wystąpił jako przedstawiciel niemieckich modernistów na światowym kongresie wolnego chrześcijaństwa i postępu w Berlinie, a w 1913 w Paryżu. W 1913 wydał zbiór esejów Von der Kirche des Geistes; książka została umieszczona w 1915 w Indeksie ksiąg zakazanych.
Wkrótce po rozpoczęciu I wojny światowej zgłosił się na sanitariusza do wojska. Następnie pisał raporty wojskowe, a od 1916 do 1917 roku pracował w dziale politycznym Generalnego Gubernatorstwa Belgii w Brukseli. W 1917 i 1918 roku pracował w dziale cenzury wydziału politycznego w Bukareszcie. Po wojnie pracował od 1918 do 1919 jako kierownik działu polityki kulturalnej i zagranicznej w gazecie popołudniowej w Monachium. W latach 1920–1926 pracował w wydawnictwie Kösel-Pustet w Monachium, w latach 1921–1926 był konsultantem historycznym  czasopisma Hochland, a w latach 1921–1924 redaktorem dodatku literackiego Kuriera Bawarskiego. W 1926 uzyskał stopień doktora habilitowanego; habilitację przygotował pod kierunkiem prof. Heinricha Güntera. Przez krótki czas był privatdozentem na Uniwersytecie w Monachium, i jeszcze w tym samym roku został mianowany profesorem literatury i historii powszechnej w Państwowej Akademii w Braniewie w Prusach Wschodnich. Tam nauczył się języka polskiego, aby móc studiować materiały źródłowe. W 1929 został mianowany profesorem zwyczajnym historii średniowiecznej nowożytnej na Uniwersytecie we Fryburgu Bryzgowijskim. W 1935 roku został kierownikiem historycznego instytutu państwowego Monumenta Germaniae Historica i w 1936 roku wszedł w skład komisji historyków Niemiec.
Philipp Funk zajmował się w swoich badaniach historią pobożności społeczeństwa Europy Zachodniej, a także problematyką Geistesgeschichte w XIX wieku. Był także członkiem Badeńskiej Komisji Historycznej, Görres-Gesellschaft, przez pewien czas był w Bawarskiej Partii Ludowej. Zmarł nagle 14 stycznia 1937, został pochowany 17 stycznia w Wasseralfingen. Jego spuścizna naukowa znajduje się w archiwum Uniwersytetu we Fryburgu Bryzgowijskim.